# Speldhurst
Speldhurst is een civil parish in het bestuurlijke gebied Tunbridge Wells, in het Engelse graafschap Kent met 4978 inwoners.

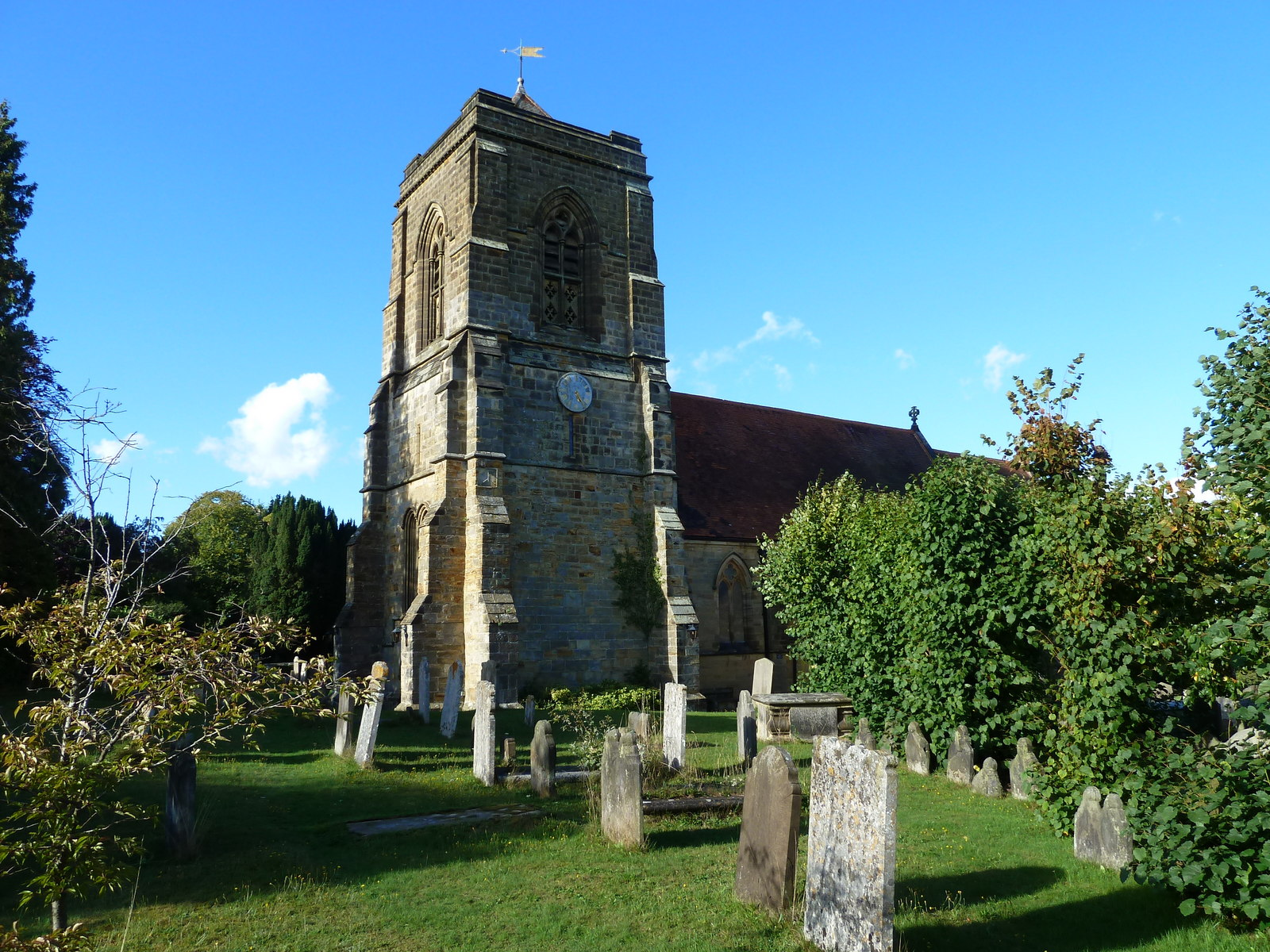
Kerk van St. Mary in Speldhurst
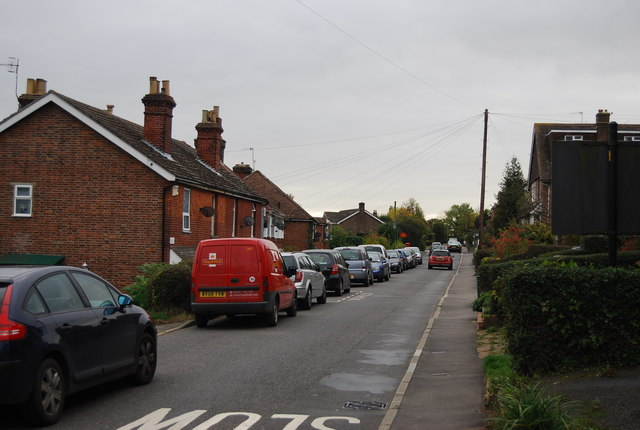
Barden Road, Speldhurst